# Моя семья (телепередача)
«Моя семья» — российское семейное ток-шоу с Валерием Комиссаровым. Выходило на ОРТ с 25 июля 1996 по 27 декабря 1997 года по четвергам вечером, с 4 января 1998 по 16 августа 2003 года — на телеканале «РТР/Россия» по субботам в 18:00 и в повторах по средам в 15:20.

## Описание программы
В программе обсуждались различные типы семейных проблем. Участвовали как профессиональные психологи, так и актёры, музыканты и так далее. Беседы обычно проходили в студии, на импровизированной большой кухне. Дизайн студии поменялся осенью 2002 года; одновременно с этим изменился имидж ведущего, а для музыкальной темы заставки была сделана новая аранжировка.
Программа пользовалась большой популярностью среди зрителей. Валерий Комиссаров объяснял её успех следующим образом:

«Тут нет никакого секрета: человеческие проблемы, о которых идет речь в „Моей семье“, никогда не устаревают. Я всегда занимался и до сих пор занимаюсь не сиюминутными, а „вечными“ темами, такими, как любовь, ненависть, отношения между мужчиной и женщиной. Они во все времена вызывали острый интерес. Летом прошлого [2000-го, само интервью Комиссаров дал в 2001-м] года, когда на РТР ежедневно выходили повторы старых выпусков „Моей семьи“, их рейтинги были просто сумасшедшие! Это только подтверждает, что обыкновенная человеческая жизнь всегда находится у людей в центре внимания. Программу смотрят, потому что она проблемна, в ней много семейных коллизий, в которых мы пытаемся разобраться. Она в меру нравоучительна, в меру иронична, проста и доброжелательна».

Первый выпуск передачи увидели не все жители России: хотя премьера и прошла на «орбитах» 25 июля 1996 года, на основном часовом поясе ОРТ таймслот программы по распоряжению Бориса Березовского внепланово заняло общественно-политическое ток-шоу «Один на один». При этом передача была представлена её автором и ведущим как принципиально аполитичная. В итоге официальный показ первого выпуска на основном часовом поясе ОРТ состоялся спустя неделю, 1 августа 1996 года.
С 1999 года Валерий Комиссаров начал заниматься политикой, избирался депутатом Госдумы, поэтому некоторые выпуски 1999 и 2000 годов провели Инна Ульянова, Наталья Варлей и Людмила Касаткина. С 2001 по 2002 год соведущей программы была Надежда Румянцева. С 2002 по 2003 год соведущей была актриса Елена Корикова.

## Рубрики
- Семейные игры — рубрика показывает розыгрыши известных людей. Рубрика существовала с 1996 по 1997 год.
- Маска откровения — постоянная рубрика о неизвестном человеке, скрывавшемся под чёрно-белой маской[2].

## Критика
Ток-шоу Комиссарова также часто вызывало критические мнения со стороны некоторых телезрителей (в том числе и известных людей), которые называли «Мою семью» одним из образцов пошлости и безвкусицы на российском телеэкране, в рамках которого «семейная экзотика представляется артистами погорелых театров». Критиковалась также излишняя откровенность приглашённых в студию программы гостей. Часть критиков относила «Мою семью» к числу худших проектов, существовавших тогда в сетке вещания телеканала РТР; после ребрендинга телеканала РТР и изменения названия на телеканале «Россия» в одной из статей высказывалось мнение, что с изменением руководства телеканала в 2002 году формат ток-шоу стал чуть пристойнее.

## Известные люди, принявшие участие
Шведов, Олег Юрьевич — российский учёный в области теоретической и математической физики, 28 ноября 1998 г., тема передачи «Падение нравов».

## Закрытие
Изначально программу хотели закрыть ещё весной 2003 года, но тогда информация была опровергнута самим ведущим. Окончательное решение о её закрытии было принято летом 2003 года, когда Валерий Комиссаров вступил в партию «Единая Россия» и параллельно занялся новыми телепроектами.
По другой версии, закрытие передачи также могло быть связано непосредственно с изменением сетки и концепции вещания на «России» в 2002—2003 годах: у ток-шоу, оставшегося в эфире ещё со времён вещания канала под управлением Александра Акопова, стали снижаться рейтинги, в то время, как у новостных и авторских публицистических форматов, появившихся примерно в те же годы (в частности, «Вести недели» и передачи «Специальный корреспондент»), наоборот, возросли.

Однако налицо также падение рейтинга программы вкупе с общей тенденцией изменения телевизионных жанров. Помимо снижения рейтинга «Семьи», «Россия» подобным ходом решит ещё и имиджевые проблемы — очистит свой эфир от продукта, вызывающего возмущение респектабельной аудитории. Видимо, после того, как «Специальный корреспондент» начал приносить хорошие цифры, руководители канала пришли к выводу, что рейтинг можно делать и на более продвинутых программах.

## Пародии
В 1998 году в программе «Джентльмен-шоу» была показана пародия на программу, где ведущего изображал Олег Филимонов, а сама передача называлась «Моя шведская семья». Позже в рубрике «Сыграем в ящик» была показана ещё одна пародия, которая называлась «Твоя семья». Ведущего также пародировал Олег Филимонов.